# Cessnock
Cessnock je město v Novém Jižním Walesu v Austrálii. Leží zhruba 50 kilometrů západně od Newcastlu. K roku 2016 zde žilo 21 725 lidí.
V Cessnocku je vlhké subtropické podnebí (Cfa).